# ناظم رمزي
ناظم رمزي (1928-2013) مصمم جرافيك وخطاطً ومصور ورسام عراقي، اشتهر بتوثيق الحياة في العراق منذ الخمسينيات من القرن الماضي من خلال التصوير الفوتوغرافي.

## حياته
ولد ناظم رمزي عام 1928 في بغداد لعائلة ذات أصول كردية، وبدأ في شبابه بالتعرف على جمال بيئته الطبيعية والسكان المحليين في مختلف أنحاء العراق بسبب تنقل والده المستمر. كان والده موظفًا إداريًا للفترة من عام 1934 إلى العام 1944. أحب رمزي صيد الطيور وتعلم رسمها، كما أحب الحياة البرية والسكان الأصليين. شرع رمزي في الانخراط والمساهمة في الكثير من الهوايات التي شكلت مستقبله المهني.

### التعلق بالطبيعة
بدأ ناظم رمزي بممارسة الأعمال التي تهتم بالأنماط الهندسية الإسلامية في مدينة اليوسفية وأصبح مهووسًا بها، وفي منطقة خان بني سعد وجد السعادة في حياة الريف ورعي الأغنام. وقال في تلك المنطقة: "كان لهذه القرية الصغيرة تأثير كبير على أسلوب حياتي وسلوكي". شاهد الحرفيين وهم يصنعون السجّاد والفخّار المزجج، مما أثار اهتمامه بالتصميم التقليدي. علّم نفسه الرسم في سن مبكرة جداً. وفي مدينة المحاويل، ظل على تواصل مع التلول الأثرية وأطلال الحضارة البابلية التي أدهشته وألهمته من فن بلاد ما بين النهرين الذي بقي شامخاً لعقود من الزمن. إتخذ رمزي التصوير الفوتوغرافي كهواية من سن السادسة عشرة من عمره، وذلك عندما حصل على أول كاميرا تصوير فوتوغرافي كهدية له. "  وصف رفعت الجادرجي، وهو صديق رمزي المقرب، في مقابلة، نهج المصور بالقول: "كان ناظم رمزي صديقي المقرب، وعلمت بعمل لطيف العاني من خلال المنشورات والمعارض الفنية التي تم تصويرها بعناية وتحويلها إلى صيغ جمالية ترتكز فيها التكوينات الجميلة. لقد صورت الاشياء كما هي عليه. في أحد الأيام، خرجت لالتقاط الصور برفقة ناظم رمزي ورأينا مصطبة، وعلى الفور التقطت عدة صور، مركزا فيها على بُنيتها، بينما طاف رمزي حولها لخمس دقائق، وانهى العمل بالتقاط صورة واحدة فقط. ذلك هو الفرق بيننا. وثقت ذلك بسرعة وتحركت".

## شركة رمزي للطباعة
سافر رمزي إلى باريس عام 1964 حيث مكث لمدة عامين وتعرّف على أساليب الطباعة وتقنياتها، وأسس شركة طباعة في بغداد وأطلق عليها اسمه ، وكانت من أفضل شركات الطباعة في العراق، وهي تقع بالقرب من الطريق الرئيسي لمعسكر الرشيد. تأسست الشركة في سبعينيات القرن الماضي وأسسها رمزي بنفسه، وقد قدمت الشركة مجموعة متنوعة من منتجات وخدمات الطباعة مع التركيز على الجودة والخدمة المقدمة ، ومن هذه المنتجات المميزة طباعة نسخة فاخرة من المصحف الشريف بخطي الثلث والنسخ بقلم رئيس جمعية الخطاطين العراقيين الخطاط روضان بهية انجزت عام 1993
كانت تحتوي الشركة على ثلاث أقسام رئيسية:
1. الورشة الفنية (يديرها رمزي بنفسه)
2. قسم المالية (بإشراف المحامي مهدي علي زيني)
3. قسم الطباعة (يديره مريوش فالح)

## المعارض الشخصية والجماعية
- 1958 - معرض التصوير الفوتوغرافي بغداد.
- 1972 معرض الكاريكاتير السياسي بغداد.
- 1977 ـ معرض التصوير الفوتوغرافي في المركز الثقافي العراقي بلندن[9]
- 2010 - المعرض الأخير، بغداد[10]

- 1956-1960- معرض مجموعة اس بي ، جمعية الفنانين العراقيين، بغداد.
- 1957 - الفن العراقي الحديث ، بيروت.
- 1970 - معرض الملصقات العراقي بالمتحف الوطني للفن الحديث بغداد.
- 1977 - ستة فنانين عراقيين بالمتحف الوطني للفن الحديث بغداد.
- 1980 - سبعة فنانين عراقيين، المركز الثقافي العراقي، لندن[9]

## المنشورات
نشر رمزي عددًا من الكتب، معظمها يتكون من صوره، منها:
- العراق: الأرض والناس، لندن، المركز الثقافي العراقي، (1977) 1989
- من الذاكرة، بيروت 2008
- العراق: تصوير بعض ملامح الحياة في القرن العشرين، بيروت، 2009
- رحلتي مع الكاميرا، عمان، 2010